# James Mayer de Rothschild
El Barón James Mayer de Rothschild (nacido Jakob Mayer Rothschild) (Fráncfort del Meno, Alemania, 15 de mayo de 1792 - París, Francia, 15 de noviembre de 1868) fue un banquero francés fundador de la rama de París de la prominente familia Rothschild.

## Biografía

### Comienzos
Fue el más joven de los cinco hijos de Mayer Amschel Rothschild. A diferencia de sus hermanos, James no sólo recibió la usual educación judía, y llegó a dar clases de lenguas extranjeras y literatura.
Mayer envió a cada uno de sus cinco hijos a un destacado centro comercial europeo con el fin de fundar la rama francesa del imperio bancario de la familia; James consecuentemente se trasladó a París en 1812 como representante de su hermano Nathan y en 1817 expandió el imperio bancario de la familia en la ciudad abriendo el banco «De Rothschild Frères» con James, Amschel, Salomon, Nathan y Carl como socios.

### Principal banquero francés
Fue consejero de dos reyes de Francia y llegó a ser el banquero más poderoso del país y, después de las Guerras Napoleónicas, desempeñó un importante papel en la financiación de la construcción de ferrocarriles y el negocio minero, que ayudó a convertir a Francia en una potencia industrial. Más adelante acrecentó su fortuna con inversiones en cosas tales como la importación de té y la compra de un viñedo en Burdeos. Como voluntarioso y astuto hombre de negocios, James de Rothschild amasó una fortuna que lo convirtió en uno de los hombres más ricos del mundo.
En 1822, James de Rothschild, junto con sus cuatro hermanos, fue premiado con el título hereditario de "Freiherr" (Barón) por el Emperador Francisco I de Austria. Ese mismo año fue nombrado Cónsul general del Imperio austríaco y en 1823 fue galardonado con el Legión de Honor francesa.
El 11 de julio de 1824 en Fráncfort del Meno, Alemania, el Barón James de Rothschild se casó con Betty Salomon von Rothschild, hija de su hermano Salomon Mayer von Rothschild, con quien tuvo 5 hijos.
Tras la Revolución de 1830 que encumbró a Luis Felipe al poder, James de Rothschild armó el paquete de préstamos para estabilizar las finanzas del nuevo gobierno y en 1834 realizó un segundo préstamo. En agradecimiento por sus servicios a la nación, el rey Luis Felipe, lo elevó a gran oficial con la Legión de Honor.
En 1817, James de Rothschild adquirió Château Rothschild, Boulogne-Billancourt, donde sus hijos nacieron y se criaron. Tras la muerte de su hermano Nathan en 1836, James se hizo cargo de la dirección del grupo bancario Rothschild.
En 1838 compró una gran residencia en París, en 2 rue Saint-Florentin en la Place de la Concorde que fuera de Charles Maurice de Talleyrand. Permaneció en la familia hasta 1950 cuando fue vendida al gobierno de los Estados Unidos y hoy presta servicios la sección Consular de la Embajada de Estados Unidos.
James de Rothschild y su sofisticada esposa vienesa estaban en el corazón de la cultura parisina. Ellos patrocinaron a importantes personalidades en las artes, entre quienes se incluyen Gioacchino Rossini, Frédéric Chopin, Honoré de Balzac, Eugène Delacroix y Heinrich Heine. Como un reconocimiento a los muchos años de prolongado patrocinio por parte del Barón James y su esposa Betty, en 1847 Chopin dedicó su Valse Op. 64, N ° 2 en C sostenido menor a su hija Charlotte. En 1848, Jean Auguste Dominique Ingres pintó el retrato de Betty Rothschild.
Luis XVIII se negó a recibir la esposa de James en la corte por no ser cristiana. A partir de entonces, James se negó a hacer negocios con el rey.
En febrero de 1848 el rey Luis Felipe I de Francia fue destronado, para alarma temporal de su amigo James de Rothschild. La banca competidora de Achille Fould era amigo del nuevo Presidente de la República Francesa, Napoleón III, y durante un tiempo parecía que los Rothschild podrían perder el patrocinio del gobierno y su influencia. Sin embargo, a pesar de algunas dificultades, los negocios de la familia sobrevivieron y prosperaron bajo el nuevo régimen.
En 1854, el Barón James de Rothschild encargó al famoso arquitecto Joseph Paxton la construcción del Castillo de Ferrières en Ferrières-en-Brie, a unos 35 km al este de París. La propiedad permaneció siendo de los descendientes varones hasta 1975 cuando Guy de Rothschild la donó a la Universidad de París.
En 1855 fue comisionado en la Exposición Universal de París para la organización de la asociación internacional para la adopción universal del sistema métrico como tarea principal a la normalización de los pesos, medidas y monedas.
Además de sus negocios bancarios, en 1868 James de Rothschild adquirió Château Lafite, una de las más destacados viñedos de Francia. Situado en la región del viñedo de Burdeos, es un negocio que pertenece a la familia hasta el día de hoy.
Más allá de su actividad empresarial, James de Rothschild efectuó desde un principio significativas adquisiciones, por lo que creó una colosal colección de arte de la familia. Entre las obras de arte se incluía El astrónomo de Johannes Vermeer, 1668, que permaneció en la familia hasta que pasó a ser propiedad del Museo del Louvre en 1970. También usó su enorme riqueza para obras filantrópicas y se convirtió en líder de la colectividad judía en Francia. Las contribuciones de James a Francia, así como también las de su descendencia se puede encontrar en muchos campos, incluida la medicina y las artes.
El Barón James de Rothschild murió en 1868, apenas tres meses después de la compra del viñedo de Chateau Lafite, dejando un legado de 150 millones de francos oro. De acuerdo con los escritos de su sobrino Nathaniel, 4.000 personas pasaron por la sala, otras 6.000 personas permanecieron de pie en el patio y las calles de la Rue Laffitte hasta el cementerio de Père Lachaise estaban llenas de espectadores. James de Rothschild se mantuvo activo en los negocios a lo largo de su vida, expandiendo sus intereses del ferrocarril continental con tanto éxito que en el momento de su muerte, el capital de la casa de París superó a la del resto de los miembros de su familia. Sus hijos, Alphonse y Gustave tomaron el control de los negocios en Francia.

### Descendientes
- Charlotte (1825-1899) se casó con Nathaniel de Rothschild
- Mayer Alphonse (1827-1905)
- Gustave Samuel (1829-1911)
- Salomon James (1835-1864)
- Edmond Benjamin (1845-1934)